# Ха-Базак
Ха-База́к (ивр. עוצבת הבזק‎) — резервная пехотная дивизия в составе Центрального военного округа Армии обороны Израиля.

## История
Дивизия «Ха-Базак» была создана с целью создания более подходящей структуры сухопутных войск. Дивизия была призвана усилить тактическую гибкость для проведения наступательных действий на любом фронте. Дивизия предназначена для ведения боевых действий в укрепрайонах, характеризуется применением пехотно-огневых сил, действующих в комплексе с диверсионными и бронетанковыми силами, как обладающих средствами поражения и поражения и органически с ней связанными компонентами подвижности.
Дивизия была создана согласно многолетнему плану «Тнуфа», и её целью было быстрое наступление на всех фронтах, особенно на северной и южной аренах боевых действий.
В оперативные характеристики дивизии входят задачи по пересечению границы и атаке вглубь вражеской территории, а её построение ориентировано на боевые действия в многосекторной структуре в секторе Газа и Ливане . Возможности и военные силы дивизии включают в себя как обычные боевые возможности, так и беспилотники для сбора военной разведки, в дополнение к возможностям кибервойны и радиоэлектронной борьбы, которых нет в обычных пехотных бригадах, современное оружие и колесные мобильные транспортные средства, которые позволят ей быть гибкой и подвижной.
Дивизия была создана 15 сентября 2020 года на базе расформированной дивизии «Идан».

## Подразделения дивизии
В управлении дивизией созданы разведывательный центр и центр огневой поддержки, а также
- Бригада «Кфир» — регулярная пехотная бригада.
- Бригада «Ифтах» — резервная бригада спецназа.
- Бригада «Шуалей Маром» — парашютно-десантная резервная бригада
- Бригада «Реэм»[ивр.] — бронетанковая резервная бригада (179-я бригада)
- «Рефаим» — многосферное подразделение
- 710-й инженерно-саперный батальон[ивр.] 710-й инженерно-саперный резервный батальон[7]
- Подразделение логистики дивизии
- Батальон связи
- Центр лётной и специальной подготовки

## Эмблема дивизии
Дивизия было основано на базе компании дивизии «Идан», которая была расформирована. В знак признательности за наследие, две стрелы эмблемы дивизии «Идан» были включены в эмблему нового подразделения.

## Галерея
- Церемония создания дивизии, 15 сентября 2020 года
- Командующий сухопутными войсками Йоэль Стрик выступает на церемонии
- Начальник Генерального штаба Авив Кохави и командующий Центральным ВО Тамир Ядай на церемонии